# Lymantria nephrographa
Lymantria nephrographa is een vlinder uit de familie van de spinneruilen (Erebidae), onderfamilie donsvlinders (Lymantriinae).
De imago heeft een spanwijdte tot ongeveer 7 centimeter. De voorvleugels zijn wit met roodbruine zigzaglijnen, de achtervleugels zijn bruinbestoven met vaak een duidelijke middenstip. Langs de vleugelranden van voor- en achtervleugels loopt een rij zwarte stippen. 
De soort komt voor in de regenwouden langs de kust van het oosten van Australië. 